# Pedotop

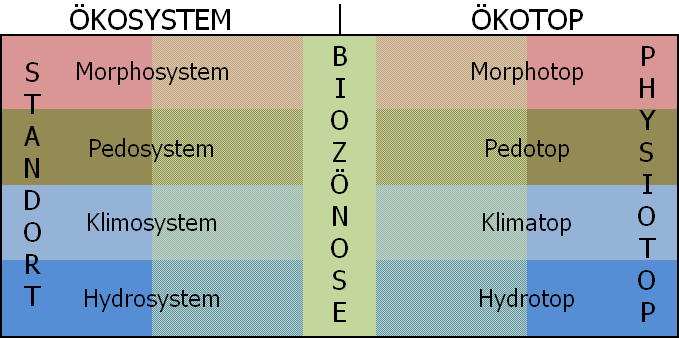
Die Stellung des Pedotops / Pedosystems innerhalb des Ökotops / Ökosystems.

Der Pedotop bezeichnet den kleinsten abgrenzbaren bzw. kartierbaren Bereich des Bodens in der Geoökologie und der Landschaftsökologie. Er ist einer der Bestandteile eines Ökotops.
Innerhalb der Bodenkunde wird als kleinstes, nicht mehr weiter teilbares Bodenindividuum das Pedon unterschieden, ein Pedon entspricht methodisch weitgehend einem Bodenprofil in einer Grube oder einer Bohrung, oft wird ihm konventionell eine Größe von einem Quadratmeter zugewiesen, einige Bearbeiter erlauben aber Größen bis zu zehn Quadratmetern. Benachbarte Peda gleicher Bodenform werden gedanklich zu einer Einheit, dem Polypedon, zusammengefasst. Ein Pedotop ist bei strenger Auslegung die räumliche Erstreckung eines Polypedons; oft werden die Begriffe Polypedon und Pedotop aber auch synonym verwendet. In die Definition eines Pedotops können auch noch geomorphologische Faktoren wie Relief, Hangneigung und Exposition einbezogen werden. Sind benachbarte Polypeda so ineinander verschränkt, dass ihre Aufgliederung auch bei Detailkartierung unmöglich wäre, werden sie bodenkundlich zu Pedokomplexen zusammengefasst.
Der Begriff wurde zuerst in einer Schrift des Geographen Günter Haase verwendet. Der Begriff ist aber in der Bodenkunde nicht allgemein üblich, er wird zum Beispiel nicht im Rahmen der bodenkundlichen Kartieranleitung verwendet. Bei der Kartierung in Niedersachsen entspricht dem Pedotop nach Haase die zweite Aggregierungsstufe „Gesellschaften ähnlicher Bodenform“. Die nordamerikanische Bodenkartierung bevorzugt den Begriff Polypedon.